# معركة روبيجني
قالب:Campaignbox 2022 Russian invasion of Ukraine
معركة روبيجني كانت اشتباكات عسكرية بدأت في 15 مارس 2022 وانتهت في 12 مايو 2022 أثناء الغزو الروسي لأوكرانيا عام 2022 ، كجزء من هجوم شرق أوكرانيا ومعركة دونباس.

## خلفية
في حوالي الساعة 15:00 يوم 28 فبراير، بدأت القوات الروسية في قصف سفرودونتسك، المركز الإداري المؤقت للوهانسك أوبلاست، والواقعة جنوب شرق روبيجني. وبحسب سيرهي هايداي، حاكم لوهانسك أوبلاست، فقد قتل شخص وأصيب عدد آخر. كما أصاب القصف أنابيب الغاز.
في 2 مارس، تم الإبلاغ عن القتال في جميع القرى تقريبًا بالقرب من سفرودونتسك. واصلت القوات الروسية قصف المدينة، ولم ترد أنباء عن سقوط قتلى. في الساعة 15:20 من ذلك اليوم، قال المسؤولون الأوكرانيون إن القوات الروسية حاولت دخول المدينة، لكن تم صدها. بعد أربعة أيام، ذكر هايداي أن القتال كان يدور في ضواحي ليسيتشانسك وسيفيرودونيتسك وروبيجني.

## المعركة

### مارس
في 17 مارس، تقدمت قوات جمهورية لوغانسك الشعبية الموالية لروسيا واستولت على الضواحي الغربية والشمالية الغربية لروبيجني ثم هاجمت الجزء الجنوبي من المدينة حوالي الظهر،  أثناء الاستيلاء على مبنى إدارة المدينة. بحلول اليوم التالي، كانت القوات الانفصالية تسيطر على أجزاء من روبيجني، بينما استمر القتال في الجزء الجنوبي من المدينة. بين 19 و20 مارس، استولت القوات الروسية والقوات الانفصالية على قرية فارفاريفكا، شمال روبيجني.
في 22 مارس، ادعى رئيس جمهورية لوغانسك الشعبية، ليونيد باسيتشنيك، أنه تم الاستيلاء على «ما يقرب من 80% من أراضي» منطقة لوهانسك وأنه لم يتم تحرير«بوباسنا وليسيتشانسك وروبيجني وسيفيرودونتسك وكريمينا». وأشار إلى أن الوضع في ساحات القتال «متوتر بشكل ثابت» وأن وحدات الميليشيا الشعبية تسعى جاهدة للسيطرة على بوباسنا وروبيجني. بعد يومين، أحرزت القوات الروسية تقدمًا في روبيجني.

### أبريل
بحلول 6 أبريل، ورد أن القوات الروسية استولت على 60% من مدينة روبيجني،  كانت القذائف والصواريخ تسقط في المدينة «على فترات منتظمة ومتواصلة». في اليوم التالي، شنت قوات لواء الهجوم الجبلي 128 هجومًا قيل إنه دفع القوات الروسية إلى مسافة 6-10 كيلومترات من بلدة كريمينا، الواقعة شمال غرب روبيجني.
في 9 أبريل، ورد أن عناصر من فرقة دبابات الحرس الرابعة الروسية تتمركز في المنطقة. بحلول 16 أبريل، ادعت أوكرانيا أن 70% من سيفيرودونيتسك قد دمرها القصف الروسي.
في 18 أبريل، جددت روسيا هجومها في دونباس، وشنت غارات جوية على سيفيرودونيتسك. في ذلك الصباح، دخلت القوات الروسية كريمينا،  حيث فقدت القوات الأوكرانية السيطرة وسط قتال عنيف. وادعى هايداي أن أكثر من 200 مدني قتلوا خلال المعركة، مع مقتل أربعة مدنيين آخرين وجرح آخر أثناء محاولتهم الفرار من القتال. وأسفرت الاشتباكات عن سقوط عدد غير معروف من القتلى والجرحى. بحلول اليوم التالي، قامت القوات الروسية بتأمين السيطرة الكاملة على كريمينا.
في 20 أبريل، تقدمت القوات الروسية ووحدات الميليشيا الشعبية في روبيجني،  واستولت على مركز المدينة. اعتبارًا من 26 أبريل، كان الجيش الروسي يتقدم ببطء غرب وجنوب المدينة في محاولة لتطويق القوات الأوكرانية.

### مايو
في 4 مايو، ادعت القوات الأوكرانية أن القوات الروسية حاولت السيطرة الكاملة على روبيجني دون نجاح. في 8 مايو، أعلنت القوات الأوكرانية أنها انسحبت من بوباسنا، مما سمح لروسيا باحتلال المدينة بالكامل. في القتال بالقرب من بوباسنا، ورد أن القوات الروسية أضرت أو دمرت كل الممتلكات في وسط المدينة. ادعى سيري هايدي، رئيس الإدارة العسكرية الإقليمية في لوهانسك، أن القوات الروسية «تزيل [بوباسنا] من خريطة منطقة لوهانسك». أفادت التقارير أن القوات الروسية استولت على روبيجني وبلدة فويفوديفكا المجاورة في 12 مايو 2022. تدعي بي بي سي أنه خلال القتال من أجل روبيجني، تم إطلاق ما يصل إلى 1500 قذيفة في اليوم قبل تقدم القوات الروسية.

## الخسائر
قُتل ما لا يقل عن 13 مدنياً وأصيب 14 آخرون جراء القتال الدائر في المدينة.